# Mohammed Bradja
Mohammed Bradja (Troyes, 16 novembre 1969) è un ex calciatore algerino, di ruolo difensore.

## Carriera

### Club
Ha sempre giocato nel campionato francese, vestendo sempre la maglia del Troyes.

### Nazionale
Con la Nazionale algerina ha partecipato alla Coppa d'Africa 2002.